# BMW E83
Der BMW X3 (interne Bezeichnung: E83) ist ein zwischen Anfang 2004 und Mitte 2010 angebotenes Kompakt-SUV des deutschen Automobilherstellers BMW. Ende August 2010 wurde die Produktion des E83 beendet.

## Modellgeschichte

### Allgemeines

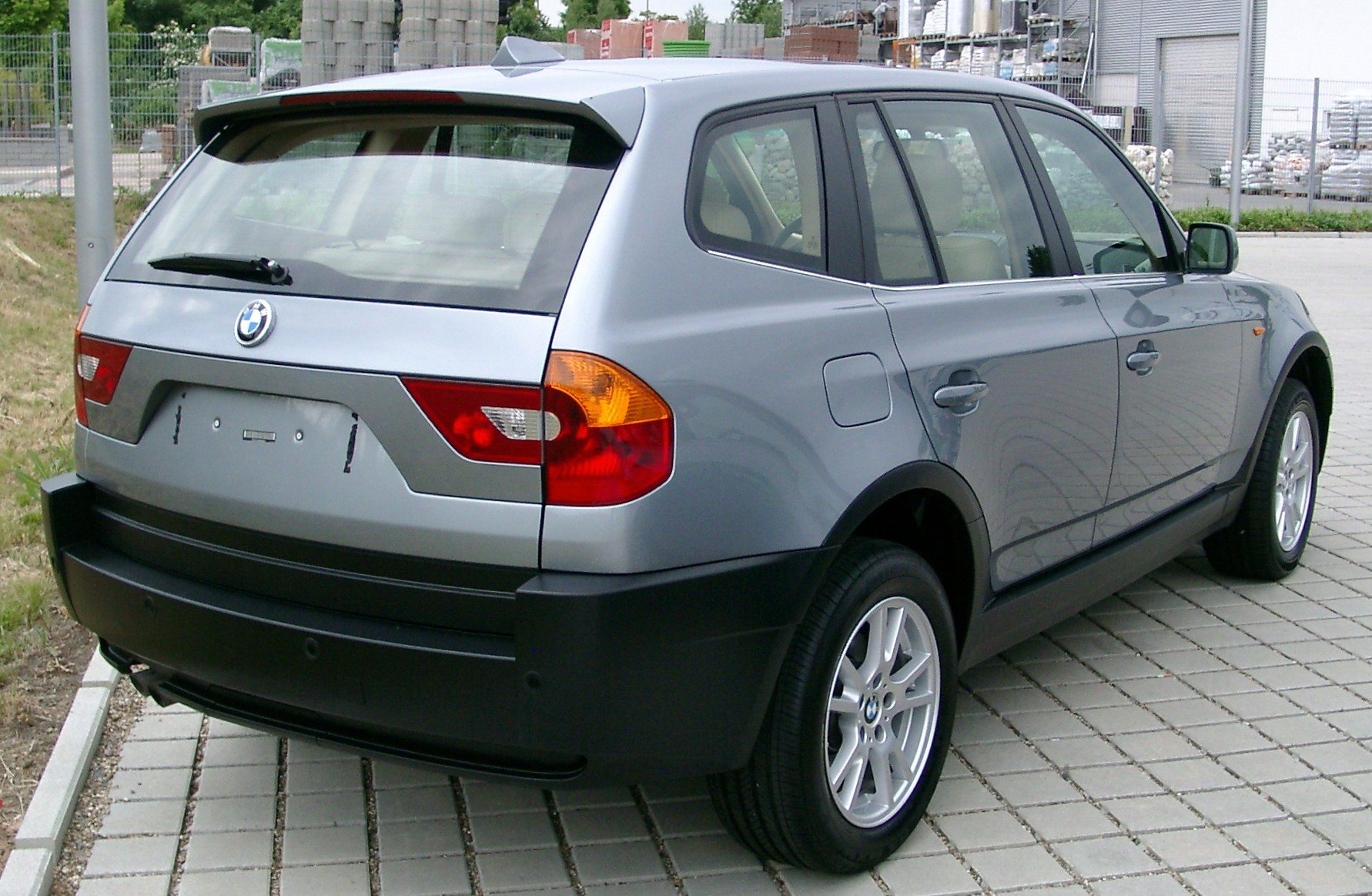
Heckansicht

Der „kleine Bruder“ des X5 mit den Modellen E53 und später E70 wurde auf der IAA 2003 präsentiert und war ab Januar 2004 auf dem Markt.
Auf der IAA 2005 wurde mit dem Concept X3 EfficientDynamics ein Konzeptfahrzeug mit Hybridantrieb (Bezeichnung von BMW: Active Hybrid) gezeigt.
Am 23. September 2006 erschien vom E83 die überarbeitete Ausführung.
Der Wagen wurde von Magna Steyr konzipiert und in dessen Werk in Graz, Österreich gebaut.
Die Produktion des BMW E83 endete am 31. August 2010. Insgesamt wurden 614.824 Fahrzeuge produziert. Der Nachfolger F25 wurde nicht mehr bei Magna Steyr produziert, sondern im US-amerikanischen Werk der BMW US Manufacturing Company in Greer, US-Bundesstaat South Carolina.

### Modellpflege
Im Herbst 2006 erschien ein Facelift für das Fahrzeug. Es wurden kleine Details an den Scheinwerfern, dem Doppelnierengrill, der Frontschürze, den Heckleuchten, der Heckschürze und vor allem des umstrittenen Innenraumes geändert. Mit Ausnahme des Vierzylinder-Ottomotors ist auch die Motorenpalette überarbeitet worden, zuletzt im Herbst 2009 der 2,0-l-Dieselmotor. Ein weiterer Motor, der 3.0sd mit Biturbo-Aufladung, ist eingeführt worden.

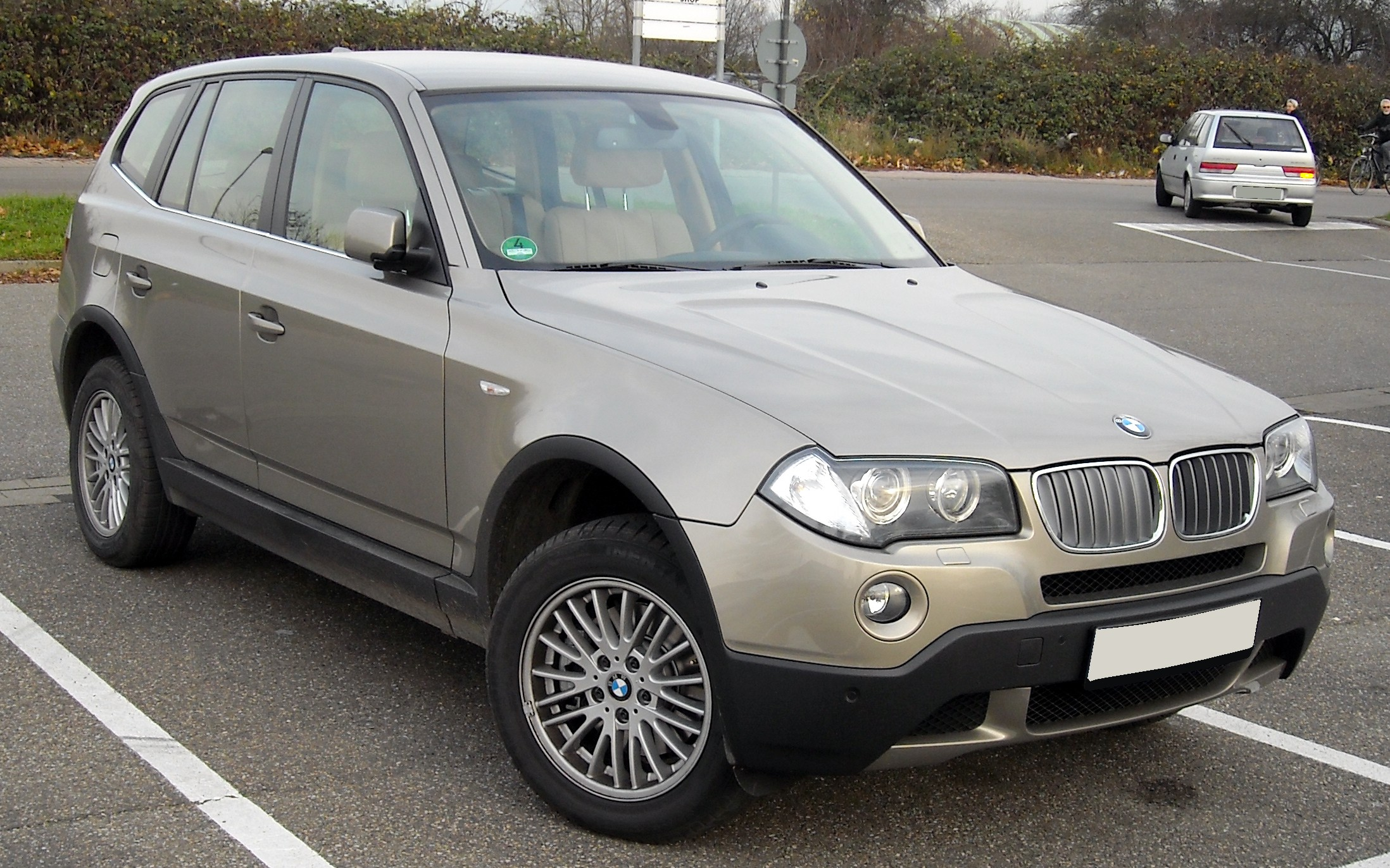
BMW X3 (2006–2010)
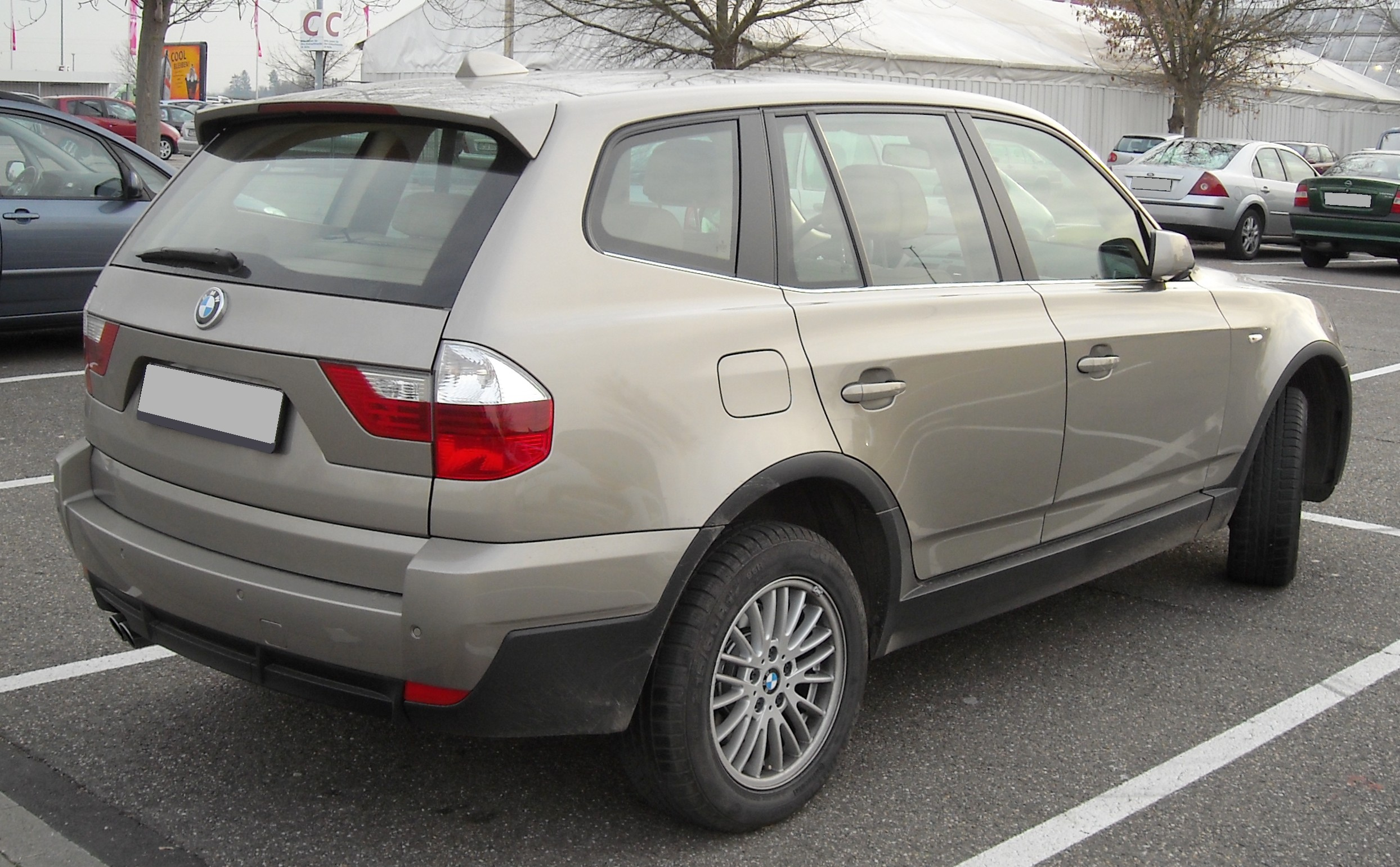
Heckansicht
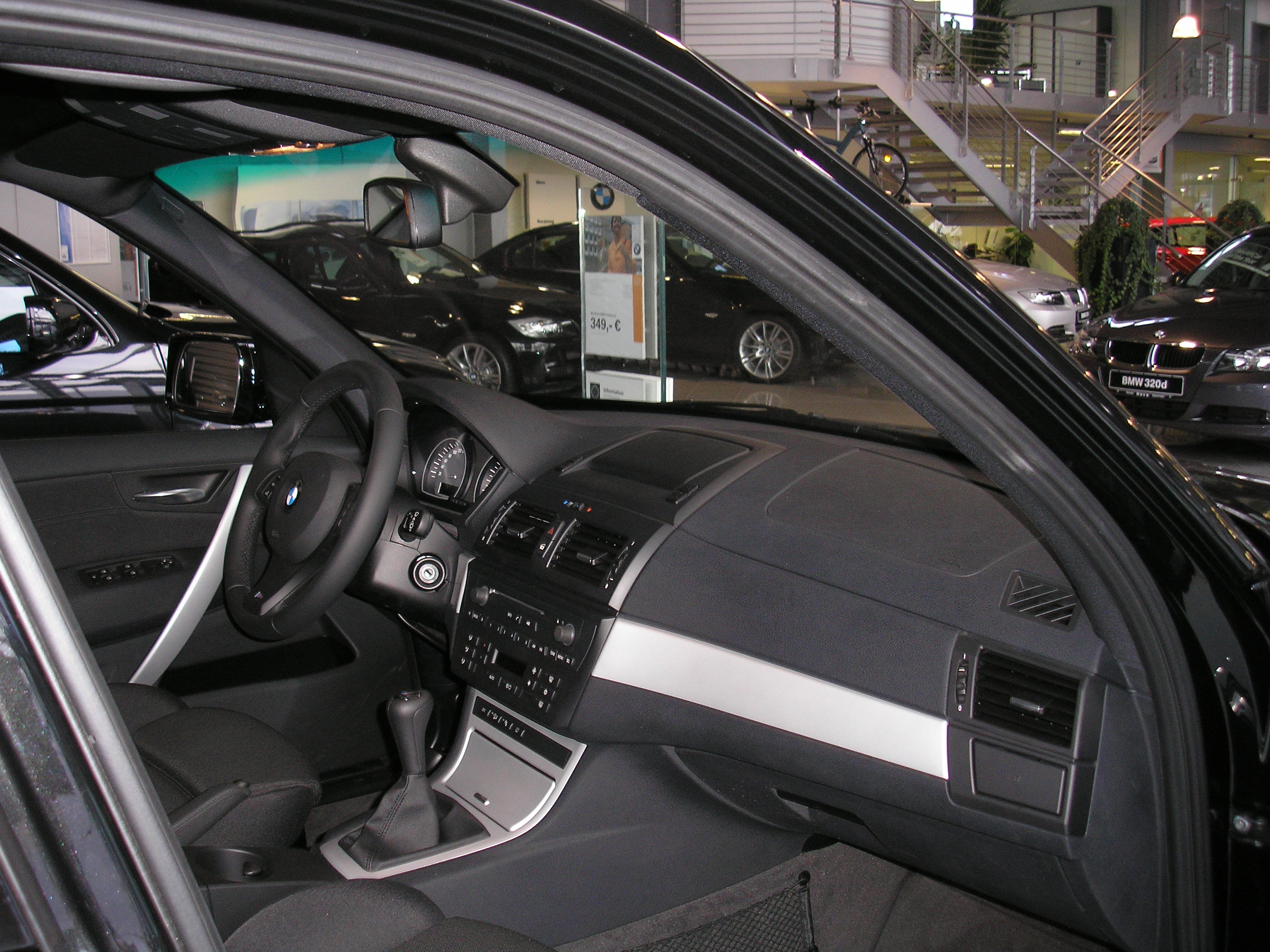
Innenraum

## Karosserie
Der X3 ist nur wenig kleiner als sein großer Bruder, der X5 (E53), und bietet (gemessen bis zur Fensterunterkante) sogar einen um 20 Liter größeren Kofferraum (480 Liter). Durch die kompakten Abmessungen wirkt er sportlicher und weniger bullig als sein größerer Bruder X5. Bei der Gestaltung der D-Säule wich BMW von der bisher üblichen Form des Hofmeister-Knicks ab.

## Sicherheit
Beim Euro-NCAP-Crashtest im Jahr 2008 erhielt er bei der Beurteilung der Insassensicherheit vier Sterne (28 Punkte) und bei der Kindersicherheit vier von fünf möglichen Sternen (39 Punkte). Die Fußgängersicherheit wurde mit fünf Punkten und einem von vier möglichen Sternen eingestuft. Der X3 hat aktive Kopfstützen, die sich ab einer bestimmten Aufprallstärke nach vorn bewegen.

## Ausstattung
Ab September 2008 waren die Edition Exclusive und Edition Lifestyle erhältlich. Das M-Sportpaket wurde ab März 2009 durch die Limited Sport Edition ergänzt.

## Motoren
Die Modelle werden nach Hubraum und Motortyp unterschieden. Die Zahl bezeichnet die ungefähre Hubraumgröße in Litern, während der Buchstabe für den Motortyp (i=Ottomotor, d=Dieselmotor) steht.
Alle Modelle sind von Werk aus mit dem Allradantrieb xDrive ausgestattet, das das Drehmoment bzw. die Leistung des Motors je nach Bedarf zwischen Vorder- und Hinterachse aufteilt.
Ab August 2008 wurden analog zu den BMW-Modellen, welche mit xDrive ausgestattet sind, alle X3-Modelle mit „xDrive“ und der daran angefügten Motorenangabe bezeichnet. Anders als zuvor wird nun der Hubraum nicht mehr korrekt angegeben, sondern ist an die Bezeichnung der anderen Herstellermodelle angelehnt. Der X3 3.0 sd wurde beispielsweise fortan xDrive35d genannt.
In den USA wurde das Modell nie mit Dieselmotor angeboten.

## Absatzzahlen
Im Jahr 2005 verkaufte BMW 20 Prozent mehr X3 als 2004, womit der Absatz bei 110.700 Fahrzeugen lag. Am 18. Juni 2008 lief der 500.000ste X3 in Graz vom Band. Rund zwei Drittel wurden mit dem 2,0-Liter-Dieselmotor ausgeliefert, einen Rußfilter gab es bei den Dieselmodellen allerdings erst ab 2005. Der 3,0-Liter-Dieselmotor war mit 25 Prozent zweitgefragt. Nur sieben bis neun Prozent der Verkäufe waren Fahrzeuge mit Ottomotor.

## Technische Daten

### Ottomotoren
|                                                                 | 2.0i/xDrive20i (1)     | 2.5i                                                  | 2.5si/xDrive25i (1)                                   | 3.0i                                                  | 3.0si/xDrive30i (1)                                   |
| --------------------------------------------------------------- | ---------------------- | ----------------------------------------------------- | ----------------------------------------------------- | ----------------------------------------------------- | ----------------------------------------------------- |
| Bauzeit                                                         | 09/2005–08/2010        | 09/2003–08/2006                                       | 09/2006–08/2010                                       | 09/2003–08/2006                                       | 09/2006–08/2010                                       |
| Motorart                                                        | Ottomotor              | Ottomotor                                             | Ottomotor                                             | Ottomotor                                             | Ottomotor                                             |
| Motorbauart                                                     | R4                     | R6                                                    | R6                                                    | R6                                                    | R6                                                    |
| Motortyp                                                        | N46B20                 | M54B25                                                | N52B25                                                | M54B30                                                | N52B30                                                |
| Hubraum                                                         | 1995 cm³               | 2494 cm³                                              | 2494 cm³                                              | 2979 cm³                                              | 2996 cm³                                              |
| max. Leistung bei 1/min                                         | 110 kW (150 PS)/ 6200  | 141 kW (192 PS)/ 6000                                 | 160 kW (218 PS)/ 6500                                 | 170 kW (231 PS)/ 5900                                 | 200 kW (272 PS)/ 6650                                 |
| max. Drehmoment bei 1/min                                       | 200 Nm/ 3750           | 245 Nm/ 3500                                          | 250 Nm/ 2750–4250                                     | 300 Nm/ 3500                                          | 315 Nm/ 2750                                          |
| Getriebe, serienmäßig                                           | 6-Gang-Schaltgetriebe  | 6-Gang-Schaltgetriebe                                 | 6-Gang-Schaltgetriebe                                 | 6-Gang-Schaltgetriebe                                 | 6-Gang-Schaltgetriebe                                 |
| Getriebe, optional                                              | —                      | 5-Gang-Automatikgetriebe / (6-Gang-Automatikgetriebe) | 5-Gang-Automatikgetriebe / (6-Gang-Automatikgetriebe) | 5-Gang-Automatikgetriebe / (6-Gang-Automatikgetriebe) | 5-Gang-Automatikgetriebe / (6-Gang-Automatikgetriebe) |
| Antrieb, serienmäßig                                            | Allradantrieb (xDrive) | Allradantrieb (xDrive)                                | Allradantrieb (xDrive)                                | Allradantrieb (xDrive)                                | Allradantrieb (xDrive)                                |
| Beschleunigung, 0–100 km/h in s                                 | 11,5                   | 8,9 [9,8]                                             | 8,5 [8,9]                                             | 7,8 [8,1]                                             | 7,2 [7,5]                                             |
| Höchstgeschwindigkeit in km/h                                   | 198                    | 208 [208]                                             | 210 [210] / 221 [220] (2)                             | 210 [210] / 224 [210] (2)                             | 210 [210] / 232 [228] (2)                             |
| Kraftstoffverbrauch nach EWG-Richtlinie, kombiniert in l/100 km | 9,3                    | 11,2 [11,9]                                           | 9,9 [10,1]                                            | 11,4 [12,1]                                           | 10,1 [10,3]                                           |
| CO2-Emission mit Seriengetriebe, kombiniert in g/km             | 223                    | 272 [289]                                             | 276 [293]                                             | 238 [243]                                             | 243 [248]                                             |
| Abgasnorm nach EU-Klassifikation                                | Euro 4                 | Euro 4                                                | Euro 4                                                | Euro 4                                                | Euro 4                                                |

Hinweise:
[ ] = Werte gelten für Fahrzeuge mit 5-Gang-Automatikgetriebe (ab 09/2005: 6-Gang-Automatikgetriebe).

### Dieselmotoren
|                                                                 | xDrive18d                                  | 2.0d                                       | 2.0d/xDrive20d (1)                         | 3.0d                                       | 3.0d/xDrive30d (1)                         | 3.0sd/xDrive35d (1)            |
| --------------------------------------------------------------- | ------------------------------------------ | ------------------------------------------ | ------------------------------------------ | ------------------------------------------ | ------------------------------------------ | ------------------------------ |
| Bauzeit                                                         | 06/2009–08/2010                            | 09/2004–08/2007                            | 09/2007–08/2010                            | 09/2003–02/2006                            | 03/2006–08/2010                            | 09/2006–08/2010                |
| Motorart                                                        | Dieselmotor                                | Dieselmotor                                | Dieselmotor                                | Dieselmotor                                | Dieselmotor                                | Dieselmotor                    |
| Motorbauart                                                     | R4                                         | R4                                         | R4                                         | R6                                         | R6                                         | R6                             |
| Motoraufladung                                                  | Turbolader mit variabler Turbinengeometrie | Turbolader mit variabler Turbinengeometrie | Turbolader mit variabler Turbinengeometrie | Turbolader mit variabler Turbinengeometrie | Turbolader mit variabler Turbinengeometrie | Bi-Turbolader                  |
| Gemischaufbereitung                                             | Common-Rail-Direkteinspritzung             | Common-Rail-Direkteinspritzung             | Common-Rail-Direkteinspritzung             | Common-Rail-Direkteinspritzung             | Common-Rail-Direkteinspritzung             | Common-Rail-Direkteinspritzung |
| Motortyp                                                        | N47D20                                     | M47D20                                     | N47D20                                     | M57D30                                     | M57D30                                     | M57D30                         |
| Hubraum                                                         | 1995 cm³                                   | 1995 cm³                                   | 1995 cm³                                   | 2993 cm³                                   | 2993 cm³                                   | 2993 cm³                       |
| max. Leistung bei 1/min                                         | 105 kW (143 PS)/ 4000                      | 110 kW (150 PS)/ 4000                      | 130 kW (177 PS)/ 4000                      | 150 kW (204 PS)/ 4000                      | 160 kW (218 PS)/ 4000                      | 210 kW (286 PS)/ 4400          |
| max. Drehmoment bei 1/min                                       | 350 Nm/ 1750–2750                          | 330 Nm/ 2000                               | 350 Nm/ 1750–3000                          | 410 Nm/ 1500–3250                          | 500 Nm/ 1750–2750                          | 580 Nm/ 1750–2250              |
| Getriebe, serienmäßig                                           | 6-Gang-Schaltgetriebe                      | 6-Gang-Schaltgetriebe                      | 6-Gang-Schaltgetriebe                      | 6-Gang-Schaltgetriebe                      | 6-Gang-Schaltgetriebe                      | 6-Gang-Automatikgetriebe       |
| Getriebe, optional                                              | —                                          | —                                          | 6-Gang-Automatikgetriebe                   | 5-Gang-Automatikgetriebe                   | 6-Gang-Automatikgetriebe                   | —                              |
| Antrieb, serienmäßig                                            | Allradantrieb (xDrive)                     | Allradantrieb (xDrive)                     | Allradantrieb (xDrive)                     | Allradantrieb (xDrive)                     | Allradantrieb (xDrive)                     | Allradantrieb (xDrive)         |
| Beschleunigung, 0–100 km/h in s                                 | 10,3                                       | 10,2                                       | 8,9 [9,2]                                  | 7,9 [8,2]                                  | 7,4 [7,7]                                  | 6,6                            |
| Höchstgeschwindigkeit in km/h                                   | 195                                        | 198                                        | 206 [205]                                  | 210 [210]/ 218 [215] (2)                   | 210 [210]/ 220 [220] (2)                   | 240                            |
| Kraftstoffverbrauch nach EWG-Richtlinie, kombiniert in l/100 km | 6,2                                        | 7,2                                        | 6,5 [6,7]                                  | 8,4 [9,1]                                  | 7,9 [8,6]                                  | 8,7                            |
| CO2-Emission mit Seriengetriebe, kombiniert in g/km             | 165                                        | 191                                        | 172 [178]                                  | 224 [243]                                  | 210 [229]                                  | 232                            |
| Abgasnorm nach EU-Klassifikation                                | Euro 5                                     | Euro 4                                     | Euro 4                                     | Euro 3                                     | Euro 4                                     | Euro 4                         |

Hinweise:
[ ] = Werte gelten für Fahrzeuge mit 5-Gang-Automatikgetriebe (ab 09/2005: 6-Gang-Automatikgetriebe).

## Auszeichnungen
- „Gelber Engel“ 2008 in Kategorie Qualität[13]
- „Gelber Engel“ 2009 in Kategorie Qualität[13]

Im Laufe der Zeit zeigte sich, dass beim X3 oft Hinterachsfedern brachen.